# Engel

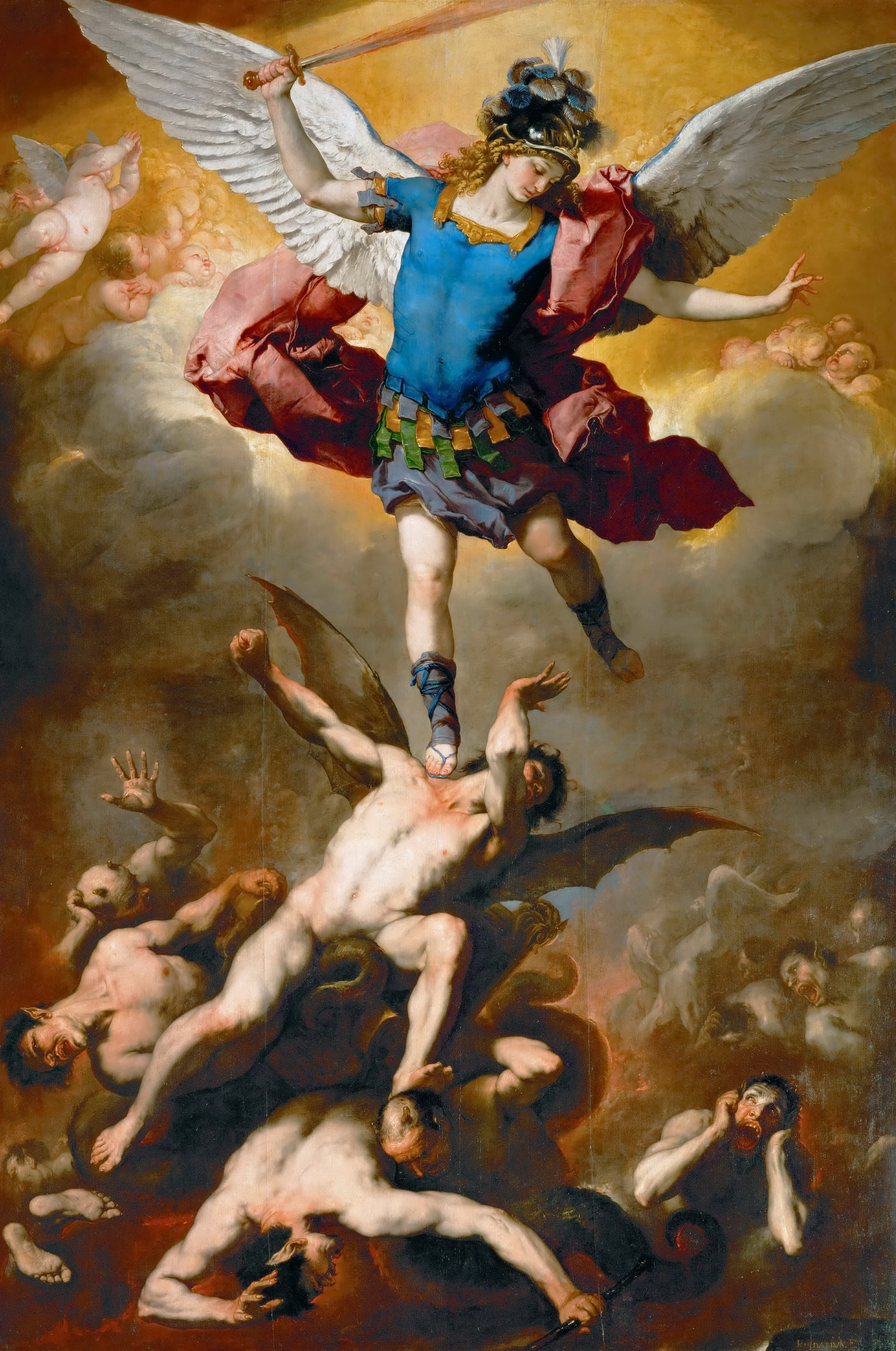
Luca Giordano, de val van de opstandige Engelen

Een engel (van het Oudgriekse: ἄγγελος; ángelos, "boodschapper", een vertaling van het Hebreeuwse: מלאך; mal'ach, "boodschapper", Arabisch: ملاك; malak, Latijn: angelus) is een bovennatuurlijk, verstandelijk wezen, dat wordt teruggevonden in verscheidene (vaak monotheïstische) religies. In het christendom, de islam, het jodendom en zoroastrisme, treden engelen, als bedienden of beschermers van de mens, gewoonlijk op als boodschappers van God (of de goden), van wie ze duidelijk zijn onderscheiden, en beschikken over bovenmenselijke capaciteiten en eigenschappen.
De term engel kan zowel worden gebruikt als de categorie waartoe diverse hemelse wezens behoren, zoals aartsengelen, serafs, cherubs en tronen, maar ook als een van de lagere hemelse wezens die tot deze categorie behoren - vaak gelijkgesteld aan beschermengelen. Het jodendom, christendom en de islam gaan ervan uit dat het aantal engelen astronomisch is; er wordt in de Bijbel gesproken over tienduizenden maal tienduizenden (Daniël 7:10), een uitdrukking die "ontelbaar veel" betekent. Er bestaat een zekere rangorde onder de engelen, maar het aantal orden en de benamingen daarvan verschilt per godsdienst.

## Voorlopers
Volgens verschillende onderzoekers zou het concept van engelen ontleend zijn aan archaïsche mythologieën en religies zowel in Mesopotamië, het Oude Egypte als het tussenin liggende oude Kanaän.

### Mesopotamië en het oude Egypte
De beschrijving van gevleugelde goden of godachtige wezens (netjer) in de Egyptische mythologie, zoals Nephthys in de mythes over Isis en Osiris zouden een oorsprong van het concept van engelen kunnen zijn.
De idee van gevleugelde wezens als bemiddelaars tussen goden en mensen kan ook worden gevonden in de culturen van Mesopotamië. Gevleugelde goden of beschermende geesten verschijnen in de iconografie van de religies van Mesopotamië. "Engelachtige" voorstellingen kunnen bijvoorbeeld worden gevonden in de koninklijke paleizen van de Babyloniërs of Assyriërs in Nineve, Nimrud of Dur-Sharrukin.

## Engelen in het jodendom
Tijdens en na de Babylonische ballingschap ontwikkelde het Judaïsme zich steeds meer naar monotheïsme. Hiermee werd de afstand tussen JHWH en de individuele mens steeds groter en ontstond de behoefte de krachten die zij in het leven ondervonden, op een andere wijze te personifiëren. Onder invloed van de Babylonische en vooral Perzische geloofssystemen ontwikkelde zich een uitgebreide engelenleer, waarbij een steeds verder uitgewerkt systeem van hemelse functionarissen God assisteerden en klaarstonden om Zijn bevelen op te volgen. Langzamerhand ontwikkelde deze hemelse regering zich naar het patroon van een aardse regering, namelijk het indrukwekkende en goed georganiseerde Perzische hof.
In het Nieuwe Testament wordt vermeld dat de sadduceeën niet in engelen en geesten geloofden (Handelingen 23:8), maar dat is buitengewoon onwaarschijnlijk omdat engelen duidelijk in de Pentateuch voorkomen. Gowan vermoedt dat het om een combinatie met het geloof in de opstanding gaat, namelijk het geloof dat de doden tot engelen worden opgewekt.
Engelen mogen in het jodendom niet aanbeden worden, maar worden in de traditie wel aangeroepen om bescherming te bieden. Rationele rabijnen, vanaf de middeleeuwen tot de huidige tijd, wijzen het geloof in engelen af.

### Uiterlijke verschijning
In de verhalen uit de Bijbel worden engelen in een aantal gevallen in eerste instantie niet als zodanig door de mens herkend. Zie bijvoorbeeld Genesis 18, waarin pas later blijkt dat de bezoekers engelen zijn en Rechters 13:21, waar de bezoeker indruk maakt maar pas bij zijn vertrek als engel wordt herkend. In de Hebreeuwse Bijbel worden engelen, als ze een boodschap komen brengen, niet beschreven met vleugels. Jakob zag bijvoorbeeld engelen met behulp van de Jakobsladder uit de hemel neerdalen (Genesis 28:10-22). Anders is dat met engelen die de grootheid van God verkondigen, zoals in Jesaja 6 (serafijnen met zes vleugels) en Ezechiël 1 (wezens met vier vleugels).

### Hiërarchie van engelen in het jodendom
Maimonides onderscheidde in zijn Misjnee Tora tien rangen van engelen, van hoog naar laag:
| Rang | Engel                                  | Opmerking                                                |
| ---- | -------------------------------------- | -------------------------------------------------------- |
| 1    | Levende wezens                         | Ezechiël 1                                               |
| 2    | Ofanim (wielen)                        | Ezechiël 1                                               |
| 3    | Erelim                                 | Jesaja 33:7                                              |
| 4    | Galgallim (stormwinden / wervelwinden) | Ezechiël 1:4                                             |
| 5    | Serafs                                 | Jesaja 6                                                 |
| 6    | Engelen                                | Boodschappers                                            |
| 7    | Elohim                                 | "Goddelijke wezens"                                      |
| 8    | Zonen van God                          | "Zonen van de Elohim" als in Genesis 6:1-4               |
| 9    | Cherubs                                | Hagiga 13b                                               |
| 10   | Isjim                                  | "Mensachtige wezens", als in Genesis 18:2 en Daniël 10:5 |

### Taken van engelen
Afgaande op wat er in de Bijbel en de Koran over engelen verhaald wordt, onderscheidt men de volgende taken van engelen:
- Boodschappers: Zij worden uitgezonden om mensen te waarschuwen of een boodschap van God te verkondigen. In de christelijke traditie verkondigde de aartsengel Gabriël aan de Maagd Maria dat ze de Messias ter wereld zou brengen. Volgens de islam zou Mohammed de Koran van de aartsengel Djibril (ook wel Gabriel) ontvangen hebben met de opdracht deze van buiten te leren (reciteren).
- Aanbidders van God: Aangeduid als serafs of de meervoudsvorm serafim.
- Dienaren van mensen: Zij beschermen mensen en 'dragen hen op handen'.
- Strijders van God: Zij voeren zowel geestelijke als fysieke strijd in de hemelse gewesten en op aarde tegen boze geesten en tegen mensen die Gods plannen willen verijdelen.
- Uitvoerders van Gods wil: Dit is het geval in de Tenach.
- Bewakers van de muren en toegangspoorten van de hemel en de hel.
- Notulisten van alle daden van iedere mens.
- Aanwezig zijn tijdens het gebed van mensen.

### Bovennatuurlijke macht
In Bijbelboeken waarin engelen voorkomen, staat geschreven dat engelen over bovennatuurlijke macht, kennis en capaciteiten beschikken; de theologie ondersteunt deze eigenschappen van engelen eveneens. Engelen staan boven de natuurwetten en zijn tot dingen in staat die voor de mens onmogelijk zijn.
De gevallen engelen (demonen) hebben deze macht over de natuurwetten behouden; hun val heeft hun bovennatuurlijke macht, kennis en vermogens niet aangetast. Dit stelt hen in staat grote invloed uit te oefenen op de mens en op de atmosfeer.

## Engelen in het christendom

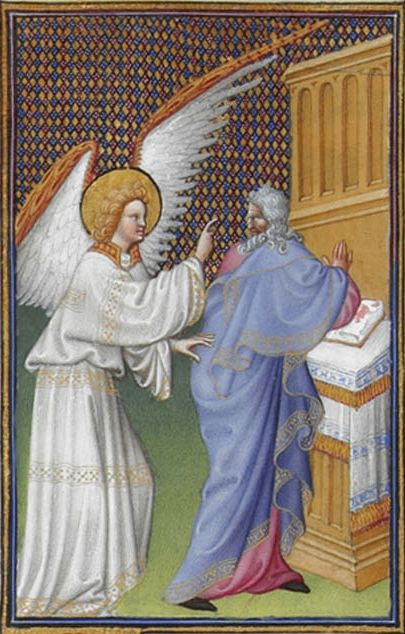
De aartsengel Gabriël verschijnt aan Zacharias (Paul de Limbourg)

### Engelen in het Nieuwe Testament
Het bestaan van engelen was een vanzelfsprekendheid voor de synoptische evangelisten en zij citeren Jezus, die hierin een vorm van angelologie omarmde, in zijn argumentatie inzake de opstanding (Marcus 12:25 en parr.). Concrete vermeldingen van engelen blijven in de evangeliën echter beperkt tot de verhalen rondom de geboorte van Jezus en zijn opstanding.
Paulus noemt engelen zelden, en nooit in theologische zin. Sommige van zijn uitdrukkingen zijn later geïnterpreteerd als aanduidingen van bepaalde types engelen, zoals die over de tronen (Kolossenzen 1:16).
Dat zich in het vroege christendom heel snel een probleem aftekenende om Christus (als Zoon van God) te onderscheiden van de engelen, wordt vooral duidelijk in het eerste hoofdstuk van de Brief aan de Hebreeën.
Engelen zijn het belangrijkst in de Openbaring van Johannes, die qua voorstellingswereld diep geworteld is in de vroeg-joodse apocalyptiek.
Slechts twee engelen worden met naam genoemd: de aartsengelen Gabriël (Lucas 1:19,23) en Michaël (Judas 9; Openbaring 12:7).

### Engelenorden volgens de indeling van Pseudo-Dionysius

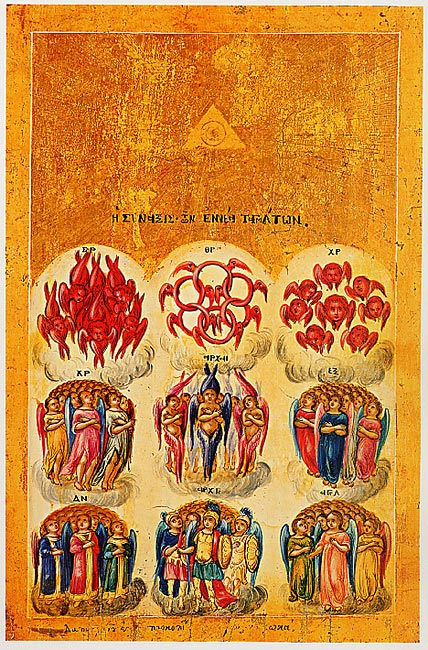
De hemelse hiërarchie - Griekenland, 18e eeuw

In het christendom hebben de theorieën van Pseudo-Dionysius grote invloed op de theologie gehad en hebben ze menig mysticus geïnspireerd. Dionysius deelde de engelen in negen rangen of orden in, waarbij hij zich liet leiden door de neoplatonische filosofie, getuige de triadenstructuur van zijn hiërarchische indeling van engelen. De indeling is als volgt:
- Hoogste orde:
  - serafijnen
  - cherubijnen
  - tronen
- Middelste orde:
  - vorstendommen
  - machten
  - krachten
- Laagste orde:
  - heerschappijen
  - aartsengelen
  - engelen

Zij bevinden zich in steeds engere cirkels rond God. De serafijnen staan hierin het dichtst bij Gods troon. Deze visie werd geaccepteerd door Thomas van Aquino en de Rooms-Katholieke Kerk.
De Engel van de Heer die in de Hebreeuwse Bijbel meer dan vijftig maal optreedt, wordt door christenen soms als pre-existentie van Christus gezien.

### De uiterlijke verschijning van engelen

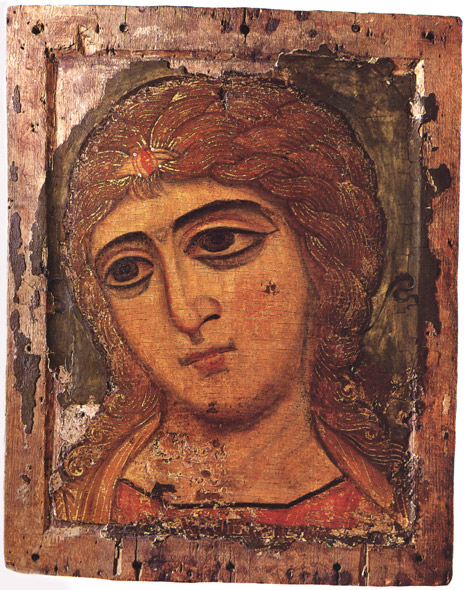
Engel met gouden haar (Russische icoon, 12e eeuw)

De wijze waarop engelen worden afgebeeld berust grotendeels op conventie. In de  christelijke traditie hebben engelen vaak een volmaakt menselijk uiterlijk, veelal dat van een jongeling, hoewel engelen geslachtloos zijn. In de eerste eeuwen van de christelijke kunst worden engelen voorgesteld als ongevleugelde mannen, gehuld in een witte tunica en soms met baard. In de Byzantijnse kunst kwam hier verandering in. De engelen werden - bijvoorbeeld op iconen - meestal afgebeeld als wezens met vleugels, hadden een vrouwelijk gezicht en een taenia (lint) in de haren.
In de traditie van de Oosters-orthodoxe Kerk worden cherubijnen vaak aangeduid als "veelogig" en serafijnen als "zesvleugelig", waarbij deze wel een menselijke gedaante hebben. Dit komt overeen met wat in Jesaja 6 over serafijnen te lezen is. In de iconografie worden serafijnen afgebeeld als zesvleugelige, vlammende wezens, die hun gelaat en benen met hun vleugels bedekken uit ontzag voor de majesteit van God.

### Vrije wil en gevallen engelen
Volgens de christelijke traditie hebben engelen een vrije wil en kunnen voor of tegen God kiezen. Er is in verband met deze keuze wel een belangrijk verschil tussen engelen en mensen: als engelen ervoor kiezen tegen God in te gaan, is die keuze onherroepelijk, terwijl voor mensen tot aan hun sterven de mogelijkheid tot berouw en bekering blijft bestaan. Volgens het christendom is Satan een gevallen engel en de duivel, was hij al in de Hof van Eden aanwezig in de gedaante van een slang en verleidde hij Adam en Eva tot zonde tegen God. De identificatie van de slang als een gevallen engel of Satan wordt niet aangetroffen in de Hebreeuwse Bijbel of het judaïsme in het algemeen.

### Verering van engelen

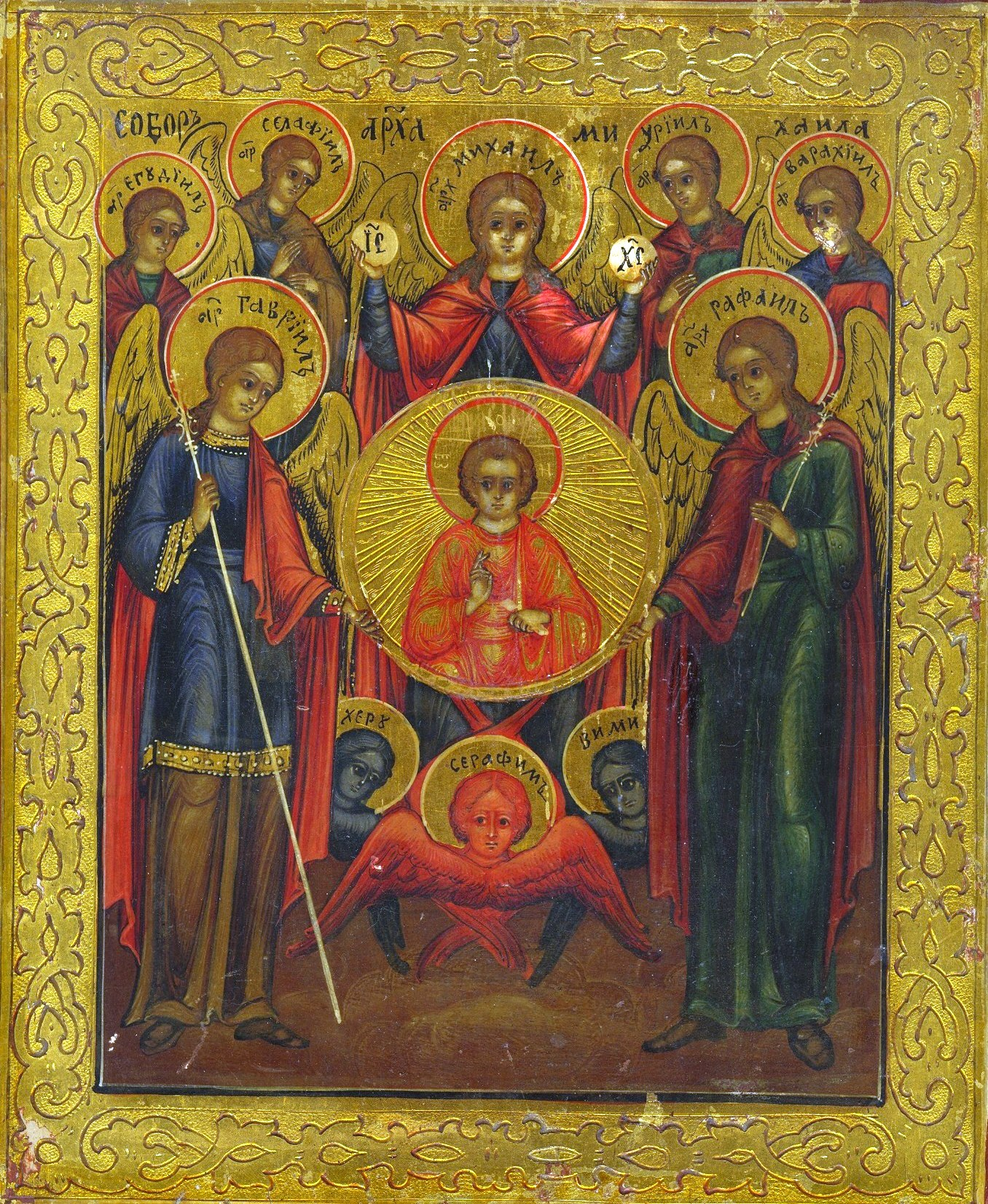
Vergadering der Aartsengelen; Michaël en Gabriël houden samen een schild vast waarop Christus Immanuël zegenend is afgebeeld. Onderaan zijn cherubijnen en serafijnen afgebeeld. (Russische icoon, 19e eeuw)

De verering (Latijn veneratio of dulia) van de engelen kwam in Europa vooral vanaf de vijfde eeuw op gang, nadat Laurentius van Siponto het Apuliaanse heiligdom ter ere van de Aartsengel Michaël vestigde. In de theologie houdt de angelologie zich bezig met de engelen. De protestantse kerken en kerkgenootschappen onthouden zich in het algemeen van verdere expliciete uitspraken over de engelen, omdat de heersende opvatting is dat de mensen heel weinig weten over engelen. Voor  hen bestaan engelen zonder meer, maar de opvattingen over engelen maken deel uit van de fides implicita en vormen derhalve geen onderdeel van hun fundamentele christelijke dogmata. De katholieke kerk stelt in haar Catechismus expliciet dat engelen tot de scheppingsorde behoren, en beveelt ook hun verering en aanroeping aan. In West-Europa is de rijke volksdevotie geïnspireerd door o.a. Hildegard van Bingen.
De traditie van de Rooms-Katholieke Kerk leert dat een mens vanaf de geboorte tot de dood omringd wordt door de bescherming en de voorspraak van engelen. Iedere gelovige wordt terzijde gestaan door een engel (beschermengel of engelbewaarder) om hem als een behoeder en herder door het leven te leiden. In de Rooms-Katholieke Kerk wordt het feest van de beschermengel gevierd op 2 oktober, het feest van de aartsengelen op 29 september. In de Rooms-Katholieke Kerk bestaat er één geestelijke orde, die expliciet leeft vanuit de engelenspiritualiteit. Deze orde van de Reguliere kanunniken van het Heilig Kruis begeleidt het uit leken en priesters bestaande Engelenwerk (Opus Sanctorum Angelorum).
De orthodoxe kerk leert dat een mens een beschermengel toebedeeld krijgt na het sacrament van de doop. Als een mens echter veel zondigt en geen berouw heeft, verwijdert hij zijn beschermengel van zich. In de oosterse orthodoxie wordt op 21 november (juliaanse kalender) het feest gevierd dat alle engelenorden eert; dit feest heet "De vergadering van de Aartsengel Michaël." Deze aartsengel wordt als de aanvoerder van de hemelse heerscharen beschouwd.

## Engelen in de islam
Het geloof in de engelen is een van Zuilen van geloof van de islam. In de Koran worden engelen circa tachtig keer genoemd. Zoals hierboven vermeld maakt de Koran expliciet melding in soera Schepper dat engelen geschapen zijn met twee, drie en vier vleugels. De Koran stelt ook dat engelen zijn geschapen uit licht. Volgens de islam hebben engelen wel een vrije wil. Terwijl zij wel in staat zijn om zelf keuzes te maken, zijn deze keuzes beschermd. Dit wil zeggen dat Engelen niet aangetrokken zijn tot zondes en zondes verachten. Zij voeren alle opdrachten van God nauwgezet uit. Zij worden niet beschouwd als mannelijk of vrouwelijk; ze hebben geen geslacht. Alleen krachtens Gods wil kunnen ze de gedaante van een mens aannemen. In de hemel bezingen zij Gods lof, dragen zijn troon en brengen zijn boodschappen over. Daarnaast beschermen zij de mensen en treden op in het leven van de mensen. Zo blazen zij volgens een Hadith de ziel in bij ongeborenen.
Een aantal engelen heeft een specifieke taak, zoals Izra'iel, de doodsengel, en Israfiel die op de Dag des oordeels op de bazuin zal blazen. Suleyman wist de macht over de djinns te krijgen door de engelen Harut en Marut. De engelen Nakir en Munkar bezoeken de overledenen in hun graf en vragen om de geloofsbelijdenis volgens een Hadith. Malik zorgt voor het hellevuur. De duivel (Iblis) is geen engel, maar een djin. Geschapen uit reukloos vuur. Hij weigerde te buigen voor Adam, zoals vermeld in soera Al-Hidjr. In de islam wordt de duivel niet gezien als een machtige tegenpool van God.
Volgens soera De Splijting 10 t/m 12 en soera Qaaf 18 schrijven twee engelen, links en rechts gezeten, van ieder mens de goede en de slechte daden op. Aan het einde van de salat (het gebed) worden zij dan ook gegroet met een vredeswens.
Tijdens de Slag bij Badr werden de moslims volgens de overleveringen geholpen door een leger van engelen.

### Uiterlijke verschijning van engelen
In de Koran Soera Schepper 35:1 (فاطر) staat dat engelen "twee, drie en vier" (paar) vleugels hebben.
Mohammed dacht bij de verschijning van aartsengel Djibriel, te doen te hebben met een djinn. Dit kan erop duiden dat deze beschikken over bovennatuurlijke macht, kennis en vermogens. Soms komen engelen ook voor in de gedaante van een vreeswekkend en licht uitstralend wezen en is hun verschijning voor de mens fysiek bijna ondraaglijk.

## Engelachtigen in andere religies

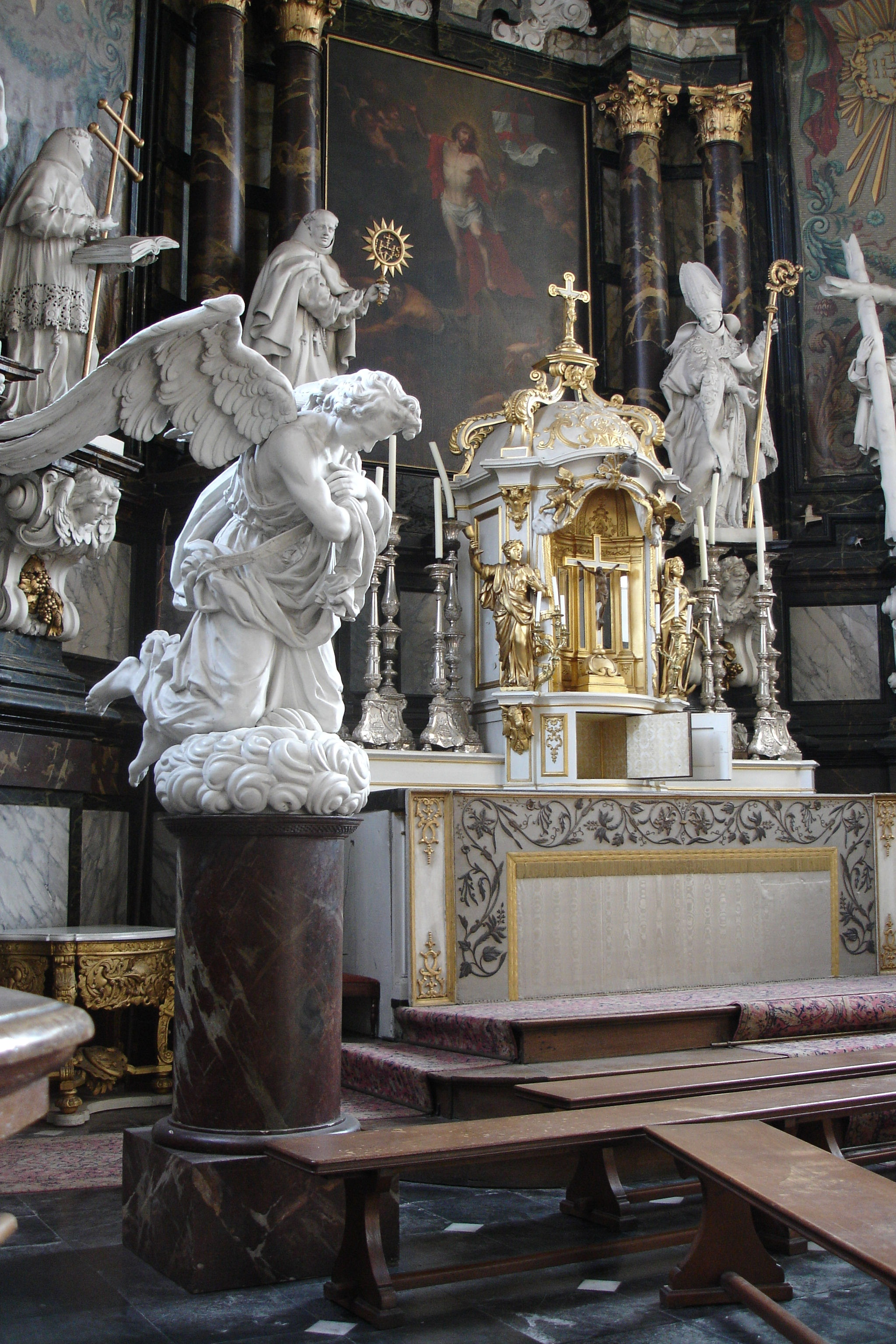
Jan Boecksent: Knielende Engel

In andere religies treden vaak wezens op die gemeenschappelijke kenmerken met die van engelen vertonen. Deze wezens zijn veelal goedaardig maar kunnen soms ook slechtere intenties hebben. De goden (pali: deva) in het boeddhisme kunnen kenmerken van engelen vertonen. Soms wordt daarom voor de lagere devas de Nederlandse vertaling engel gebruikt. De Catummaharajika devas, de Tusita devas en de Tavatimsa devas komen het dichtst bij de beschrijving van een engel, omdat ze mensen kunnen beschermen en zich relatief vaak laten zien en soms ook in de gebeurtenissen in het dagelijks leven van de mens ingrijpen. De engelen van de Catummaharajika devas kunnen soms ook minder goede intenties hebben.

In de Noord-Europese mythologie zijn de zogenaamde Alven bekend als natuurgeesten, geassocieerd met vruchtbaarheid. Ook daar werd op zeker moment onderscheid gemaakt tussen Lichtelfen en Svartalfer. Al deze natuurwezens waren toegewezen aan de macht van de vruchtbaarheidsgod die met Freyr werd aangeduid en geassocieerd was met de nog oudere godheid of godin Nerthus.

## Verschijningen van engelen in het heden
Niet alleen in vroeger tijden was er sprake van engelen. Ook heden zijn er mensen die zeggen in contact te zijn gekomen met engelen, vaak in levensbedreigende situaties waaruit ze op wonderlijke wijze gered werden. Een engel wordt dan bijvoorbeeld ervaren als "mens" die stoffelijk aanwezig is en hulp of ondersteuning biedt en even later plotseling (in het niets) is verdwenen.
Sommige mensen die paranormale krachten zeggen te hebben, getuigen van waarneming van engelen. Een moderne beweging waarin engelachtige wezens een rol spelen is New age.

## Engelambt in Apostolische Kerken
De benaming engel wordt soms ook gebruikt voor mensen. In de Openbaring van Johannes (hoofdstuk 2 en 3) wordt gesproken over een engel van de gemeente. Onder vooral protestanten en apostolischen wordt dit veelal uitgelegd als de opzieners van de zeven gemeenten in Anatolië, aan wie deze apostel zeven profetische brieven richtte. Het ambt van engel in Apostolische kerken is op deze uitleg gebaseerd. Zo'n engel is in de katholieke hiërarchie vergelijkbaar met een deken. Volgens rooms-katholieke en oosters-orthodoxe opvattingen heeft engel van de gemeente hier echter de betekenis van beschermengel van de gemeente of is het bedoeld als personificatie van die gemeenten.

## Engelen als heiligenattribuut in de kunst
Een engel is het attribuut van:

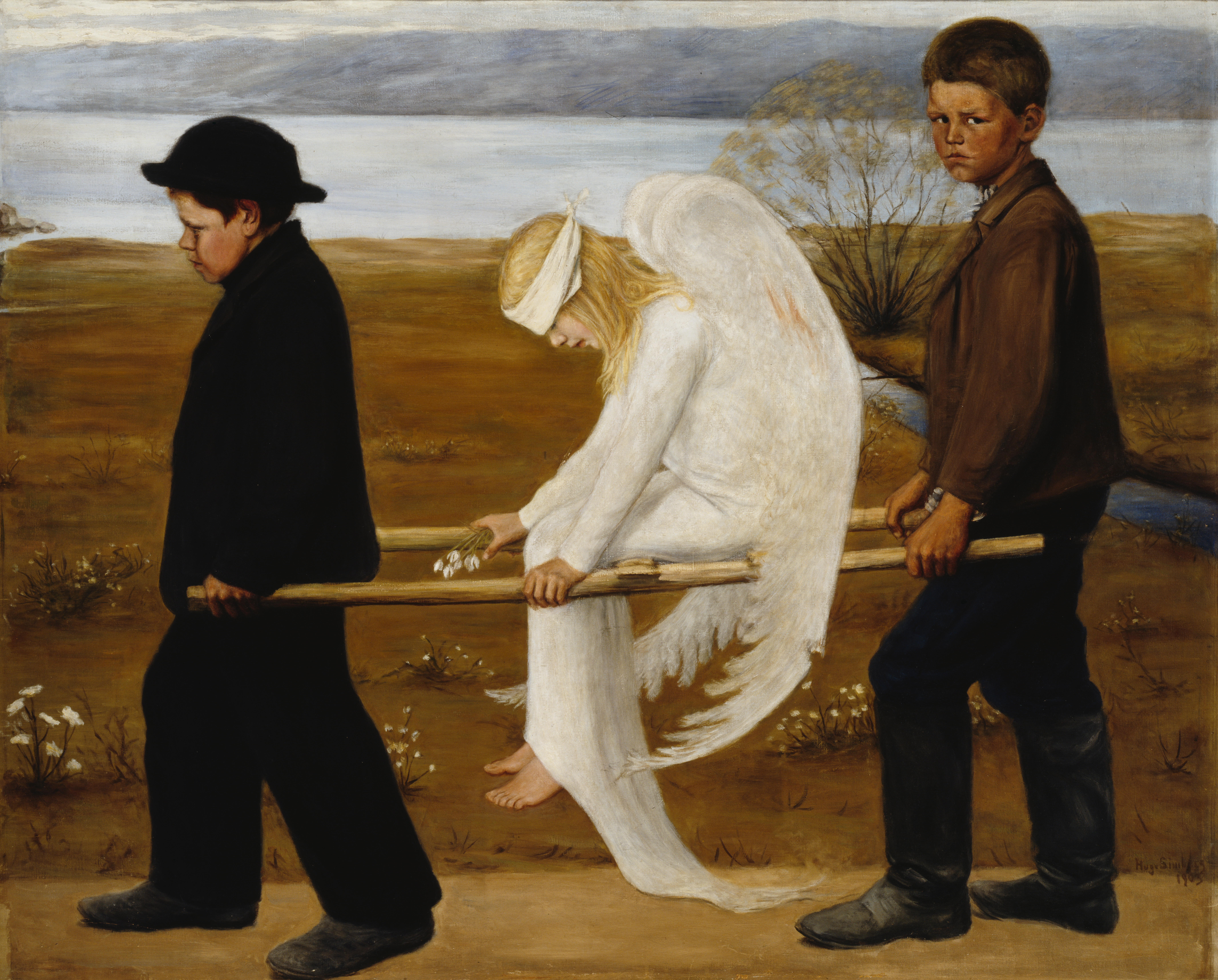
Hugo Simberg "De gewonde engel"

- H. Matteüs (apostel) en evangelist: een engel met boek;
- H. Francisca Romana, stichteres der orde van de Collatinen (of Oblaten);
- H. Cecilia: engel, kroon van rode en witte rozen, muziekinstrumenten en palmtak;
- H. Theresia van Ávila: een engel met pijl en duif;
- H. Johannes van Matha (in wit habijt, waarop een blauw en rood kruis), stichter van de orde der trinitariërs: een engel die gevangenen wegleidt;
- H. Bonaventura: een engel met ciborie en kelk, kardinaalshoed en franciscaner habijt;
- H. Dorothea van Cappadocië: een engel met vruchten of bloemen, palmtak en kroon;
- H. Filippus Neri, stichter van de orde der Oratorianen: een engel met lelie;
- H. Clotilde van Bourgondië: engel met schild, waarop drie lelies;
- H. Rosaria van Palermo: een engel haar kronend met rozen.